# Rhabdosoma minor
Rhabdosoma minor is een vlokreeftensoort uit de familie van de Oxycephalidae. De wetenschappelijke naam van de soort is voor het eerst geldig gepubliceerd in 1954 door Fage.